# احتفال النصر الوطني

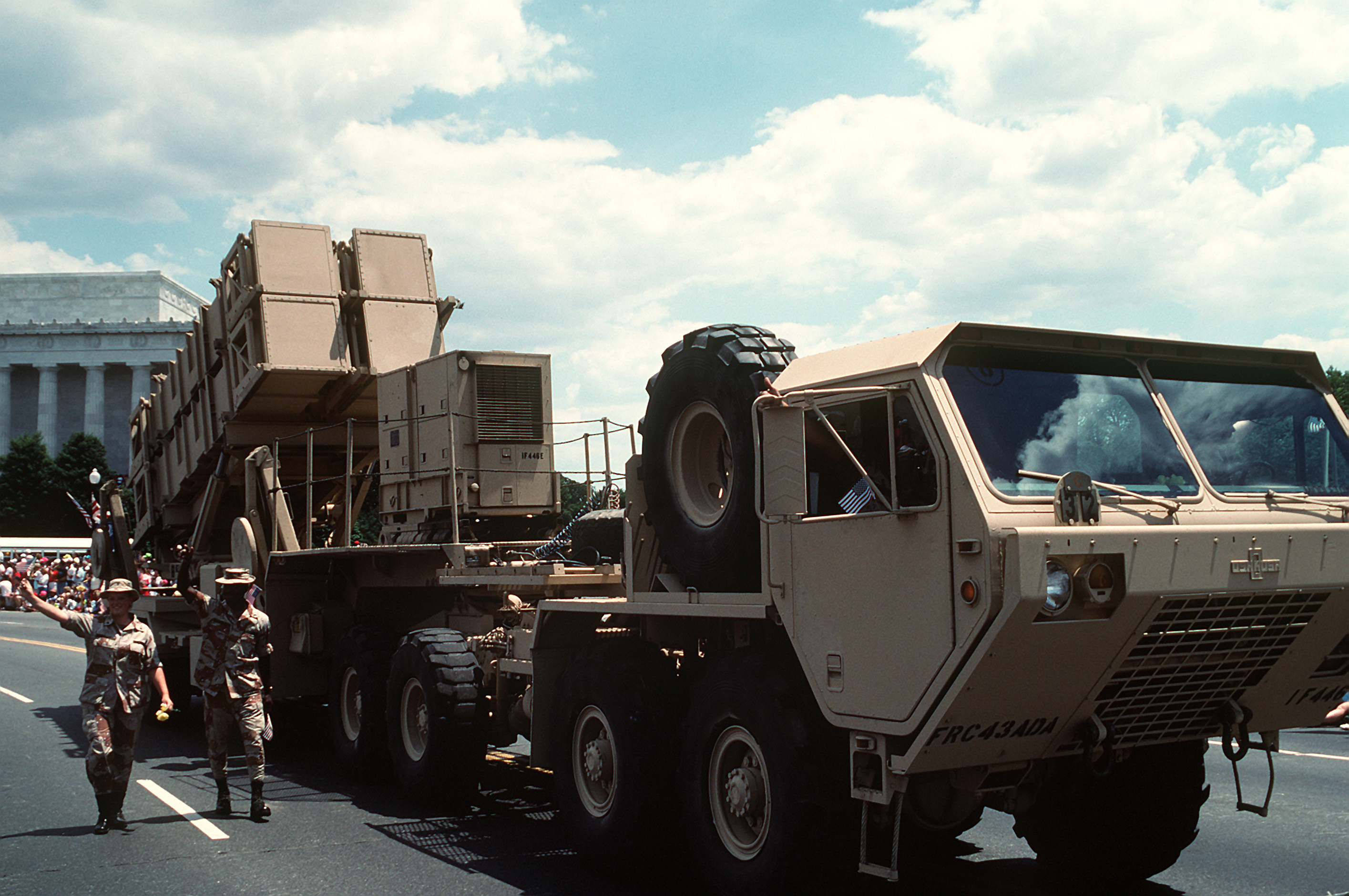
يتم سحب منظومة باتريوت الصاروخية بواسطة شاحنة تكتيكية ذات قدرة كبيرة على الحركة في احتفال النصر الوطني.

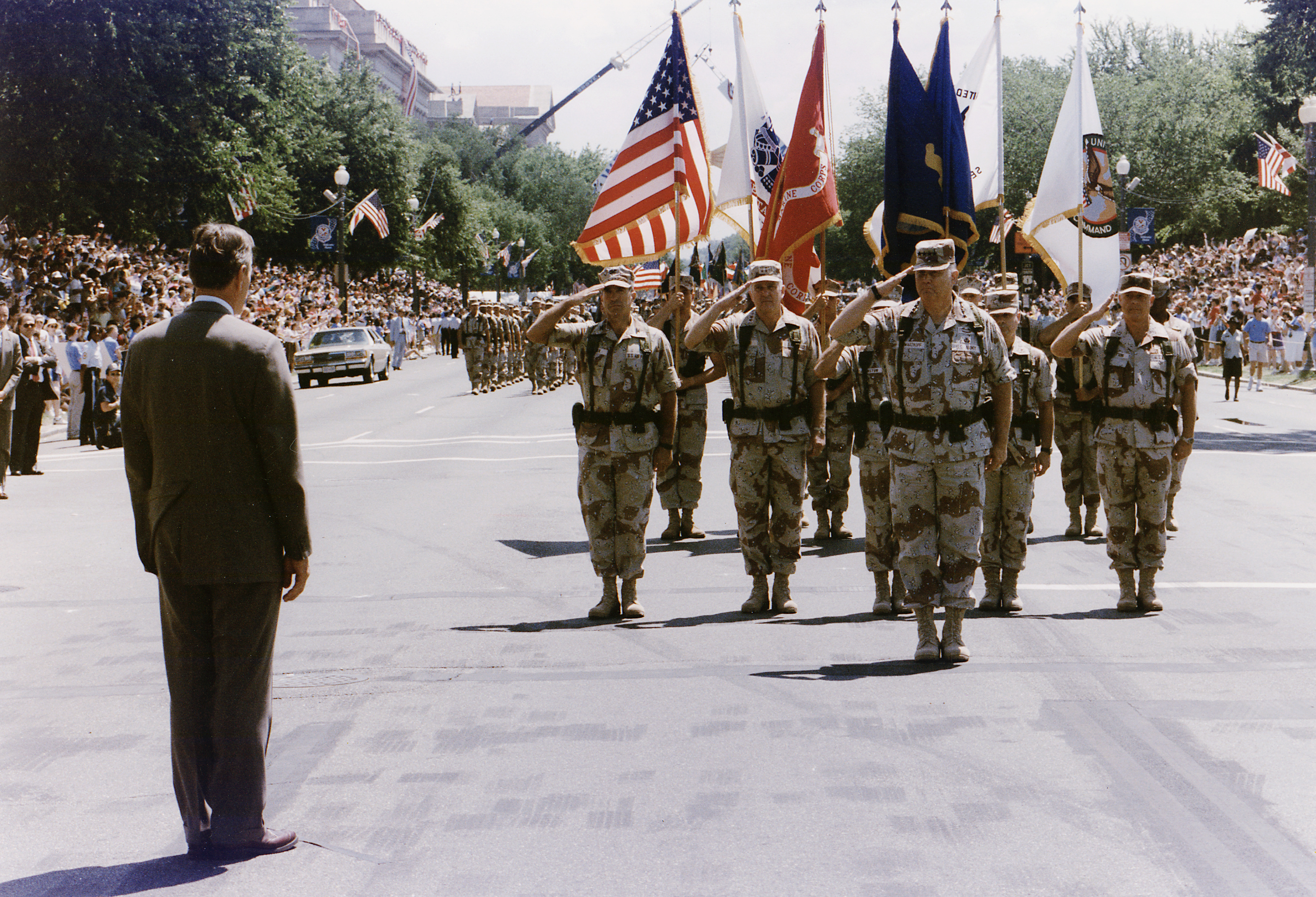
الرئيس جورج بوش الأب يحيي الجنرال نورمان شوارزكوف الابن أثناء العرض.

أقيم احتفال النصر الوطني في واشنطن العاصمة، الولايات المتحدة، في 8 يونيو 1991، للاحتفال بانتهاء حرب الخليج. وكان هذا أكبر عرض عسكري أمريكي منذ الحرب العالمية الثانية. شارك 8000 جندي من قوات عاصفة الصحراء في العرض الوطني. وشاركت في العرض أيضًا مجموعة صغيرة من قدامى المحاربين في فيتنام. وكان الجنرال نورمان شوارزكوف الابن، قائد قوات عاصفة الصحراء، هو من قاد العرض. أقيم العرض في شارع كونستيتيوشن، وشارع بنسلفانيا، وعبر جسر ميموريال. وقد تعرض العرض العسكري المعقد، الذي بلغت تكلفته 12 مليون دولار، لانتقادات من المعارضين حيث اعتبروا أنه يحمل طابعًا عسكريًا.
ساعد الاحتفال في تسجيل رقم قياسي في عدد رحلات المترو في يوم واحد حيث بلغت 786,358 رحلة في ذلك اليوم، محطماً الرقم القياسي البالغ 604,089 رحلة الذي سجل خلال تنصيب جورج بوش الأب في عام 1989. استمر هذا الرقم القياسي حتى تنصيب بيل كلينتون للمرة الأولى في عام 1993. كما سجل هذا الحدث الأخير رقماً قياسياً والذي استمر لمدة 17 عاماً حتى تم كسره في عام 2010 من قبل مسيرة استعادة العقل و/أو الخوف.

## روابط خارجية
- لقطات كاملة من العرض